# Скочинский, Александр Александрович
Алекса́ндр Алекса́ндрович (Александр Юлиус) Скочи́нский (1 [13] июля 1874, Олёкма, Якутская область, Российская империя — 6 октября 1960, Москва, СССР) — русский советский учёный в области горного дела, профессор (с 1906 года), педагог, академик АН СССР (1935). Основатель научной школы в области рудничной атмосферы, аэродинамики, рудничной термодинамики, борьбы с газопроявлениями в выработках, их запылённостью и рудничными пожарами.
Герой Социалистического Труда (1954). Лауреат двух Сталинских премий: 3-й (1950) и 1-й степени (1951).

## Введение
Академик Александр Александрович Скочинский широко известен как крупнейший учёный в области рудничной аэрологии и смежных с нею дисциплин, связанных с вопросами безопасности горных работ. Всю свою многогранную деятельность он посвятил благородной цели — созданию не только безопасных условий труда для шахтёров, но и условий производственного комфорта, и прежде всего здоровых условий труда.
А. А. Скочинский является основателем русской, а затем советской школы учёных, работающих в области рудничной атмосферы, аэродинамики, рудничной термодинамики, борьбы с газопроявлениями в выработках, их запылённостью и рудничными пожарами.
За время более чем полувековой педагогической деятельности в качестве профессора Петербургского, а затем Ленинградского горного института и Московского горного института Александр Александрович Скочинский воспитал многочисленный отряд горняков — инженеров и научных работников. Свыше 20 лет он возглавлял созданный им Институт горного дела Академии наук СССР.
В Институте горного дела широко развивались научные идеи А. А. Скочинского. Влияние этих идей отражается на работе многих институтов горного дела республиканских академий наук, отраслевых научно-исследовательских и проектных институтов, высших учебных заведений. В течение многих лет А. А. Скочинский возглавлял и координировал работы по проблеме борьбы с внезапными выбросами угля и газа, а также по проблеме борьбы с силикозом. Особенностью научной и организационной деятельности А. А. Скочинского являлось умение сплотить научных работников и практиков и мобилизовать их на решение насущных задач промышленности. Постоянная связь с жизнью была основой деятельности учёного.

## Направления научной деятельности

### Рудничная аэродинамика
Рудничная аэродинамика как специальная часть общей аэродинамики обособилась сравнительно недавно. Теоретические положения, на основе которых развивалась рудничная аэродинамика, были сформулированы А. А. Скочинским более 70 лет назад в работе «Рудничный воздух и основной закон движения его по выработкам». Широкие по размаху и значительные по результатам, дальнейшие исследования в области рудничной аэродинамики были направлены А. А. Скочинским на установление законов движения воздуха, газов и пыли в выработках, на изучение аэродинамической структуры вентиляционной струи. В результате исследований была создана теория движения воздуха и газов в выработках, которая внесла ясность в понимание физико-механической природы сложного процесса проветривания шахт.
Исследования аэродинамического сопротивления выработок, проводившиеся на протяжении многих лет по инициативе и под руководством А. А. Скочинского путём экспериментального определения коэффициента аэродинамического сопротивления, и выяснение взаимовлияния различных факторов, обусловливающих это сопротивление, выявили законы сопротивления движению воздуха по выработкам при различных видах крепи. Знание этих законов позволяет сейчас определять аэродинамическое сопротивление выработки расчётным путём с достаточной степенью точности. Исследование влияния проветривания на запылённость выработок было начато в Институте горного дела с экспериментального изучения движения запылённого воздушного потока и физико-химических процессов, происходящих при проветривании выработок. В результате этих изысканий впервые была создана теория противопыльных аэродинамических режимов для металлических рудников. Таким образом, методы исследования вопросов рудничной аэродинамики, намеченные А. А. Скочинским и осуществлённые позднее его учениками, как показывает широкое внедрение полученных результатов в промышленность, оказались правильными для решения сложных задач проветривания рудников.
Благодаря старанию и таланту А. А. Скочинского и его учеников советская горная наука занимает ведущее место в разработке теории инженерных расчётов вентиляции любых шахт. На основе работ Института горного дела по электромоделированию можно рассчитывать сейчас любые сложные вентиляционные сети глубоких шахт. В области проветривания шахт Александр Александрович Скочинский также имеет многочисленную группу учеников, возглавлявшуюся вначале докторами технических наук В. Б. Комаровым и Ф. А. Абрамовым, профессором А. И. Ксенофонтовой, а позднее — Л. Д. Ворониной, Ф. С. Клебановым и др.
В последние годы жизни А. А. Скочинский занимался разработкой новой проблемы — обеспечением нормальных атмосферных условий в карьерах, которая возникла в связи с мощными источниками газовыделения и пылеобразования при открытых разработках. С 1956 года под общим руководством Скочинского началось комплексное изучение проблемы в следующих направлениях: 

— санитарно-гигиеническая оценка атмосферных условий в карьерах; 

— исследование возможности искусственной вентиляции карьеров; 

— разработка средств по предупреждению загрязнения атмосферы карьеров, установок для кондиционирования воздуха в кабинах машин, создание аппаратуры контроля состава и состояния атмосферы карьеров.
К этой работе был привлечён ряд научно-исследовательских институтов. В результате проведённых исследований были получены важные выводы — горняки впервые узнали закономерности движения воздуха в карьерах и получили средства борьбы с загрязнением атмосферы в них. Были созданы конструкции для нейтрализации вредных выхлопных газов автосамосвалов и других машин.
Новое научное направление, у которого впереди большие задачи, вылилось в самостоятельную область рудничной аэрологии — проветривание карьеров. Советская горная наука также вышла здесь на лидирующие позиции. Научные работы в этой области продолжались под руководством учеников А. А. Скочинского — докторов технических наук В. С. Никитина и К. В. Кочнева.

### Рудничная газодинамика
Вторым направлением научных исследований по рудничной аэрологии была рудничная газодинамика. В основу этих исследований было положено стремление изучить уголь как коллектор газа. Под руководством А. А. Скочинского был изучен ряд свойств этой горной породы, определяющих течение газа в угольных пластах и его выделение в выработки; наиболее существенным из этих свойств оказалась дифференциальная пористость угля. Были разработаны методы исследования дифференциальной пористости и трещиноватости углей, их газопроницаемости, сорбционной ёмкости, кинетики сорбционных процессов и теплоты сорбции; созданы уникальные приборы для изучения влияния давления горных пород на сорбцию газа, дифференциальную пористость и проницаемость угля. В результате исследований углей основных бассейнов — Донецкого, Кузнецкого, Карагандинского, Печорского, месторождений Урала и Дальнего Востока — была определена метаноёмкость углей в функции давления газа, температуры, влажности, зональности стадий метаморфизма. Всё это позволило оценить метаноносность углей Советского Союза и создать расчётные формулы для определения газоносности угольных пластов.
Исследования позволили также установить газовую зональность угольных месторождений и выявить зависимость относительной метанообильности выработок от их пространственного положения, что дало возможность разработать горностатистический метод прогноза метанообильности шахт, нашедший применение не только в нашей стране, но и за рубежом. Знание количества выделенного газа в выработке позволяет избежать ошибок при проектировании и строительстве шахт путём правильного выбора сечений воздухопроводящих выработок и производительности вентиляторных установок.
А. А. Скочинским была выдвинута проблема управления газовыделением. В результате широкого изучения газовых балансов угольных шахт были выявлены и оценены источники газа и дана классификация возможных методов управления газовыделением в шахтах исходя из горнотехнических и природных условий. Первые вакуумные установки для дегазации угольных пластов на шахтах Кузбасса и Донбасса были применены при участии А. А. Скочинского. Внедрение в практику способов извлечения метана из угольных пластов с его дальнейшим промышленным использованием является крупнейшим достижением, так как позволяет повысить производительность, безопасность и комфортность условий труда шахтёров. Одновременно с этим возрастает производственная мощность шахт, снижается себестоимость добычи угля.
В важнейшем научном направлении — прогнозе газообильности выработок и управлений газовыделением в шахтах и рудниках — А. А. Скочинский оставил также многочисленную группу учеников, возглавляемую позже докторами технических наук Г. Д. Лидиным, И. Л. Эттингером, А. Т. Айруни и др. Группа научных сотрудников Московского горного института под руководством доктора технических наук Н. В. Ножкина провела важную работу по дегазации угольных пластов с предварительным гидравлическим разрывом. Этот метод позволяет заранее подготовить поле шахты для активной выемки угля.

### Газодинамические явления
Исследования проблемы внезапных выбросов угля и газа были поставлены А. А. Скочинским со свойственными ему широтой научного кругозора и сочетанием практической направленности работ с глубиной теоретического анализа. Возглавляя в течение ряда лет Центральную комиссию по борьбе с внезапными выбросами угля и газа, он умело осуществлял координацию научных работ по проблеме с привлечением к её разработке большого числа институтов. В эти годы был собран большой материал в Донецком и Кузнецком бассейнах, на Егоршинском и Сучаиском месторождениях, была получена характеристика опасных пластов, разработаны и внедрены региональные и локальные мероприятия по предупреждению внезапных выбросов и их прогнозу.
Особое внимание Александр Александрович Скочинский уделил разработке теории внезапных выбросов угля и газа. Исследования по вскрытию причин и механизма внезапных выбросов были направлены на определение сил, действующих в угольном пласте вблизи горной выработки, источников энергии, обеспечивающих работу выброса, и комплекса условий геологического, физико-химического и горнотехнического характера, обеспечивающих реализацию проявлений этой энергии. В результате исследований на основе современных представлений физической и коллоидной химии, подземной гидравлики, механики сплошной среды и термодинамики в Институте горного дела А. А. Скочинским и его учеником доктором технических наук В. В. Ходотом была разработана энергетическая теория сложных динамических явлений — внезапных выбросов угля и газа, которая дала возможность выбора локальных средств предупреждения внезапных выбросов, прогноза и борьбы с этими грозными динамическими явлениями.
В области внезапных выбросов угля и газа были проведены также крупные работы в Макеевском научно-исследовательском институте (труды И. М. Печука, И. В. Боброва, Р. М. Кричевского, Л. Н. Быкова и др.), в Институте горного дела имени А. А. Скочинского (А. В. Докукин, А. Э. Петросян, В. В. Ходота и др.), во ВНИМИ (И. М. Петухов), в Институте геомеханики АН УССР (Ф. А. Абрамов). К научным заслугам А. А. Скочинского необходимо отнести привлечение им геофизических методов для изучения природных динамических явлений в шахтах. Советский Союз первым в широком масштабе развернул сейсмоакустические исследования опасных пластов. Была создана аппаратура для автоматической регистрации степени опасности угольных пластов, записаны на магнитофонную плёнку индуцированные и самопроизвольные выбросы непосредственно в угольных шахтах, получены интересные данные о сейсмоакустических проявлениях процессов разрушения горных пород в массиве. По широте экспериментальных работ и глубине теоретических исследований проблемы внезапных выбросов работы, проведённые под руководством А. А. Скочинского, не имеют себе равных в мире.

### Рудничная термодинамика
Следующим научным направлением работ А. А. Скочинского является рудничная термодинамика. Задача её — изучение тепловых процессов свободной атмосферы в шахтных условиях. Исследования, организованные А. А. Скочинским, заключались в изыскании методов и средств кондиционирования шахтной атмосферы. Они привели к созданию научных положений, позволяющих успешно решать эти задачи. Большие исследования по этой проблеме проводились на Украине под руководством академика АН Украинской ССР А. Н. Щербаня.
На протяжении многих лет А. А. Скочинский изучал процессы самовозгорания угля и сульфидных руд. Работа заключалась в накоплении фактических данных об условиях самовозгорания угля и сульфидных руд и дальнейшей разработке методов для исследования этих условий. В результате обобщения опыта были намечены пути борьбы с рудничными пожарами. Это направление развивалось докторами технических наук В. В. Веселовским и Л. Н. Быковым.

### Обеспечение безопасных и комфортных условий труда
Огромная научная и организаторская работа проведена А. А. Скочинским и его учениками по проблеме борьбы с силикозом. Научно-исследовательские работы в этой области ведут более 100 технических и медицинских институтов. В этом вопросе А. А. Скочинский, будучи председателем межведомственной комиссии по борьбе с силикозом, выступал не только как учёный, но и как государственный деятель. Профессия шахтёров и горных инженеров по праву считается одной из самых мужественных, ибо она сопряжена с опасностью, возникающей из-за стихийных сил природы. Первой обязанностью горного инженера является обеспечение безопасности труда шахтёров, всемерное его облегчение. Комплексная механизация и автоматизация должны полностью устранить в шахтах ручной труд. Александр Александрович Скочинский как никто понимал это. Он одним из первых ставил вопросы о безопасности взрывчатых веществ, создании горноспасательных станций и т. п. Научная деятельность А. А. Скочинского вытекала из требований жизни и всегда была тесно связана с практикой.

## Педагогическая деятельность
Интересна также характеристика А. А. Скочинского как педагога. После окончания с отличием Петербургского горного института в 1900 году Александр Александрович был оставлен при институте для педагогической деятельности. После защиты диссертации А. А. Скочинский в 1906 году становится профессором кафедры горного искусства. В те времена курс горного искусства охватывал многие специальные предметы, и Александру Александровичу принадлежит заслуга в создании курсов по специальным дисциплинам: по рудничному проветриванию, подземным пожарам, горноспасательному делу, рудничному креплению, доставке и откатке. В Петербургском горном институте он создаёт лаборатории рудничной вентиляции и горноспасательного дела.
С 1917 по 1920 годы Александр Александрович преподаёт в Донском политехническом институте, а затем вновь возвращается в Ленинградский горный институт. Здесь наряду с педагогической и научной работой А. А. Скочинский готовит к изданию фундаментальный курс по рудничной атмосфере. Курс и атлас к нему был издан Московской горной академии, куда Александр Александрович был переведён в 1930 году. В 1932 году учебник печатается большим тиражом и уже в 1934 году вновь переиздаётся, что свидетельствует о назревшей потребности в книге по рудничной атмосфере и её высокой оценке научной общественностью.
Впоследствии в переработанном и значительно дополненном виде эта работа вошла как раздел в учебник «Рудничная вентиляция», изданный А. А. Скочинским в соавторстве с профессором В. Б. Комаровым в 1949 году и позднее трижды переизданный. За этот труд Александру Александровичу была присуждена Государственная премия первой степени. «Рудничная вентиляция» не только прекрасный учебник для студентов горных институтов, но и настольная книга горных инженеров.
В 1940 году А. А. Скочинский издаёт книгу «Краткий конспект цикла лекций о взрывах газа (метана) и пыли в угольных шахтах», которая явилась ценным учебным пособием и монографической работой по этому вопросу. А. А. Скочинский много занимался рудничными пожарами и читал специальный курс по этому предмету. В 1940 году он совместно с профессором В. М. Огиевским создал фундаментальный учебник «Рудничные пожары», который впоследствии был переиздан.
В своей педагогической деятельности Александр Александрович не ограничивался чтением лекций, созданием новых курсов, организацией лабораторий и ведением научно-исследовательской работы в учебных заведениях. Он всегда старался объединить вокруг себя молодых учёных, которым передавал свои знания. Так создавалась школа советских учёных по рудничной аэрологии и аэродинамике. Многие ученики и последователи Александра Александровича сейчас возглавляют кафедры в вузах и лаборатории в институтах. За свою более чем полувековую педагогическую деятельность Александр Александрович обучил тысячи горных инженеров, его учеников работали практически во всех горнопромышленных районах нашей страны.

## Инженерная деятельность
Научная и педагогическая деятельность А. А. Скочинского всегда тесно увязывалась с его инженерной работой. В дореволюционный период он состоял членом различных комиссий при горном департаменте, работа в которых требовала хороших знаний технического состояния горных предприятий. Инженерная работа А. А. Скочинского особенно активизировалась после революции.
А. А. Скочинский выезжал в Европу и Америку для ознакомления с состоянием горной промышленности, Свой опыт и знания Александр Александрович отдавал решению инженерных задач, консультировал ведение горных работ на предприятиях Донбасса и Урала. Он разработал проекты реконструкции Илецкого соляного рудника, переоборудования Егоршинского антрацитового рудника на Урале, реконструкции Высокогорского железного рудника и др.
А.А.Скочинский выгодно женился на дочери богатейшего купца Николая Парамонова. По проекту А.А.Скочинского Николай Парамонов в городе Шахты построил суперсовременную, для своего времени (1911 год), угольную шахту. Вместе с шахтой были построены: дома для рабочих, инженеров, дворец для управляющего шахтой А.А. Скочинского (сгорел в 2015 году), кинотеатр, магазин, столовая, детский сад, школа, ремесленное училище и электростанция, обеспечивавшая электроэнергией не только машины и механизмы на угольной шахте, но и жилые и нежилые здания. Сладкая жизнь А.А.Скочинского закончилась в 1917 году.
А. А. Скочинский был членом коллегии Горного совета ВСНХ СССР, членом Научно-технического совета каменноугольной промышленности, консультантом многих проектных и промышленных организаций. При его участии и консультации велось проектирование реконструкции и строительства наиболее крупных горнодобывающих предприятий первых пятилеток, например угольных шахт «Западная Капитальная» (Несветаевский рудник), № 29 и № 17 в Рутченкове, № 6 Мушкетовской в Донбассе, Соликамской калийной шахты и др. Кроме того, оп принимал деятельное участие в строительстве Московского метрополитена, будучи членом Государственной комиссии по приёмке законченных сооружений.
Должна быть особо отмечена инженерная деятельность А. А. Скочинского в годы Великой Отечественной войны, когда требовалось быстрое решение крупных технических вопросов по обеспечению минеральными ресурсами нужд обороны страны. Для ознакомления с состоянием дел А. А. Скочинский выезжал на Южный и Северный Урал, в Кузбасс, Караганду. Вместе с горными инженерами он разрабатывал мероприятия по повышению добычи угля на Урале, мобилизации угольных и рудных ресурсов Казахстана, поднятию добычи руд и производству алюминия и редких металлов, обеспечению рудой Кузнецкого металлургического комбината. Большая заслуга А. А. Скочинского также в том, что по его инициативе и под его руководством группой учёных Института горного дела были разработаны основные технические направления восстановления шахт Донбасса и Подмосковного бассейна. Активная инженерная деятельность А. А. Скочинского продолжалась и в послевоенный период.

## Общественная деятельность
Несмотря на большую научную, педагогическую и инженерную деятельность, А. А. Скочинский всегда находил время и для общественной работы. Он принимал активное участие в организации секций научных работников, был длительное время членом бюро Совета научных работников вначале в Ленинградском, а затем в Московском горном институте. Он работал в инженерно-техническом совете союза горнорабочих, а после образования научных инженерно-технических обществ был членом оргбюро горного ВНИТО и членом совета ВСНИТО. В 1943 году по поручению Президиума АН СССР Александр Александрович организует Западно-Сибирский филиал АН СССР, председателем Президиума которого он был избран в следующем году. Организация филиала, включавшего ряд научных институтов, и в частности горно-геологический институт, имела большое значение в изучении и использовании природных богатств Западной Сибири. В наше время Сибирское отделение РАН является мощным научным центром мирового значения. На протяжении многих лет Александр Александрович был членом экспертной комиссии ВАКа. А. А. Скочинский являлся организатором и руководителем Института горного дела в течение многих лет. Под его руководством институт вырос в крупную научную организацию, способную решать вопросы на высоком уровне и возглавлять советскую горную науку. Академика Скочинского называли мудрым. Это действительно так. Александр Александрович обладал аналитическим умом, хорошо знал задачи науки и промышленности всегда видел перспективу их развития. Он был человеком долга, не принимал опрометчивых решений, тщательно и подробно продумывал вопросы. Особенностью А. А. Скочинского была также скромность, которая сочеталась с другими душевными достоинствами — доброжелательностью и тактом. Эти черты создавали благородный облик этого выдающегося человека.
А. А. Скочинский обладал огромным трудолюбием и был подвижником в науке. Поэтому ему импонировали люди, одержимые идеей на своём поприще. Александр Александрович высоко ценил научный патриотизм и совершенно не терпел «мотыльков», крутящихся около науки, или людей, использующих науку в своих личных целях. Он никогда не прощал «измену» в науке. Человек, получивший учёную степень в институте и бросивший в нём работу ради более высокой должности, как бы переставал для А. А. Скочинского существовать. Эта принципиальность Скочинского была всегда обоснованной. Александр Александрович до конца своей жизни ежедневно приходил на работу в институт, несмотря на преклонный возраст (он умер в 86 лет) и неважное здоровье.

## Основные даты жизни и деятельности
- Александр Александрович Скочинский родился 1 (13 июля) 1874 года в селе Олёкма (ныне Олёкминск, Саха-Якутия).
- 1893 — окончил Красноярскую гимназию. Поступил на физико-математический факультет Санкт-Петербургского университета.
- 1895 — перевёлся в Санкт-Петербургский горный институт.
- 1900 — окончил Санкт-Петербургский горный институт с отличием.
- 1900—1902 — инженер в распоряжении директора Горного института. Командирован в европейские страны (Германию, Бельгию, Францию, Австро-Венгрию); посетил угольные, рудные и соляные шахты и высшие школы в Германии, Бельгии и Франции.
- 1902—1906 — ассистент, а затем преподаватель Горного института по кафедре горного искусства.
- 1902—1917 — учёный секретарь и член Комиссии по борьбе со взрывами газов и угольной пыли в угольных шахтах России.
- 1904 — обследовал 14 рудников Домбровского бассейна (Польша) для выяснения состояния проветривания копей и степени опасности их в отношении гремучего газа и пыли.
- 1905 — защитил диссертацию «Рудничный воздух и основной закон движения его по рудничным выработкам»; утверждён в звании адъюнкт-профессора.
- 1906—1917 — профессор Горного института по кафедре горного искусства.
- 1908—1915 — экстраординарный профессор.
- 1915—1917 — ординарный профессор.
- 1908 — член Международного конгресса (Франкфурт-на-Майне, Германия) по вопросам, касающимся подачи первой помощи и спасения при несчастных случаях. Работа рудничной секции конгресса была посвящена вопросам постановки спасательного дела при горных работах (в частности, при взрывах и пожарах).
- 1913 — почётный председатель рудничной секции Международного конгресса (Вена, Австро-Венгрия) по вопросам, касающимся подачи первой помощи и спасения при несчастных случаях.
- 1917 — командирован горным департаментом в составе специальной комиссии в Донбасс для выяснения добычной способности и перспективы добычи в этом бассейне на ближайшие 3—5 лет.
- 1917—1920 — ординарный профессор Донского политехнического института (Новочеркасск).
- 1920 — уполномоченный Горного совета ВСНХ РСФСР при Промбюро Юго-Востока (Ростов-на-Дону).
- 1921 — член коллегии Горного совета ВСНХ РСФСР (Москва).
- 1921—1930 — председатель Научно-технического совета Главного управления горной промышленности (затем горнорудной промышленности) ВСНХ РСФСР и СССР.
- 1922 — командирован в Германию для ознакомления с рудниками и заводами.
- 1924—1925 — командирован в США и Англию для ознакомления с разработкой тонких пластов угля.
- 1927—1928 — командирован в Германию и США для ознакомления с рудниками и заводами.
- 1929 — организация при ленинградском «Гипрошахте» специального бюро рудничной вентиляции.
- 1930—1960 — профессор Московского горного института и заведующий лабораторией рудничной вентиляции (1930—1952); руководство аспирантами лаборатории (1952—1960).
- 1931—1937 — член и эксперт правительственной комиссии по подземной газификации ископаемых углей.
- 1932 — создание при Главугле комиссии по изучению горного давления, объединившей работы всех научных организаций и коллективов в этой области.
- 1934 — утверждён в учёной степени доктора технических наук; присвоено звание заслуженного деятеля науки и техники.
- 1935 — избран действительным членом Академии наук СССР, заместителем академика-секретаря Отделения технических наук АН СССР и председателем группы горного дела. Командирован на Международный конгресс по горному делу, металлургии и прикладной геологии в Париж.
- 1938—1960 — директор Института горного дела Академии наук СССР.
- 1939 — награждён орденом Трудового Красного Знамени за долголетнюю работу по воспитанию технических кадров для промышленности в связи с 25-летием со дня создания Горной академии (Московского горного института).
- 1941—1943 — член и заместитель председателя Комиссии АН СССР по мобилизации ресурсов Урала, Сибири и Казахстана на нужды обороны.
- 1943 — организация Западно-Сибирского филиала Академии наук СССР. Награждён медалью «За оборону Москвы» за участие в постройке специальных объектов, имеющих оборонное значение. Награждён орденом Ленина за образцовое выполнение задания правительства по увеличению добычи угля. Награждён Президиумом Верховного Совета Казахской ССР Почётной грамотой за особые заслуги в деле выявления и освоения природных ресурсов Казахстана.
- 1944 — награждён орденом Ленина за выдающуюся многолетнюю деятельность в области горной промышленности и крупные заслуги в деле подготовки научно-технических кадров в связи с 70-летием со дня рождения. Избран председателем Президиума Западно-Сибирского филиала Академии наук СССР.
- 1945 — награждён орденом Трудового Красного Знамени за выдающиеся заслуги в развитии науки и техники в связи с 220-летием Академии наук СССР.
- 1946 — награждён медалью «За доблестный труд в Великой Отечественной войне 1941—1945 гг.». Назначен главным консультантом Государственной главной горнотехнической инспекции Наркомугля Запада.
- 1947 — награждён медалью «За восстановление шахт Донбасса».
- 1948 — награждён орденом Ленина за безупречную и долголетнюю деятельность в угольной промышленности.
- 20 октября 1949 — награждён орденом Ленина за выдающиеся заслуги в области развития теории разработки угольных и рудных месторождений в связи с 75-летием со дня рождения и 50-летием инженерной, научной, педагогической деятельности.
- 1950 — Сталинская премия третьей степени за создание и внедрение в угольную промышленность приборов для контроля рудничной атмосферы.
- 1951 — Сталинская премия первой степени за учебник «Рудничная вентиляция».
- 1954 — присвоено звание Героя Социалистического Труда с вручением ордена Ленина и Золотой медали «Серп и Молот» за большие заслуги в области развития горной промышленности и подготовки научно-технических кадров и в связи с 80-летием со дня рождения.
- 1957 — награждён почётным знаком «Шахтёрская слава» первой степени.
- 1960 — скончался 6 октября на 87-м году жизни. Похоронен в Москве, на Новодевичьем кладбище[3].

## Награды и премии
- Герой Социалистического Труда (9 августа 1954)
- Орден Ленина (20 октября 1943) — за образцовое выполнение задания Правительства по увеличению добычи угля и обеспечению топливом заводов военной промышленности, металлургии, электростанций и железнодорожного транспорта
- Орден Ленина (17 июля 1944)
- Орден Ленина (4 сентября 1948)
- Орден Ленина (20 октября 194
- Орден Ленина (9 августа 1954)
- 2 ордена Трудового Красного Знамени (12 февраля 1939; 10 июня 1945)
- медали
- знак «Шахтёрская слава» первой степени (1957)
- Сталинская премия III степени (1950) — за создание и внедрение в угольную промышленность переносных приборов для контроля рудничной атмосферы
- Сталинская премия I степени (1951) — за учебник «Рудничная вентиляция» (1949)

## Память
- В честь Скочинского назван Институт горного дела в Люберцах.
- Именем А. А. Скочинского названа открытая в 1975 году в Донецке одна из глубочайших угольных шахт мира.
- Также его именем названы улицы в шахтёрском городе Климовске Подмосковного угольного бассейна и на его родине в Олёкминске.
- В 1974 году ко дню 100-летия академика А. А. Скочинского Министерством угольной промышленности СССР и Научно-техническим обществом специалистов горной промышленности установлена Премия имени академика А. А. Скочинского[4].

Премия присуждается руководителям, научным и инженерно-техническим работникам научных, образовательных и производственных организаций за результаты основополагающих теоретических исследований, важных актуальных проектно-конструкторских разработок, за внедрение способов, средств и инженерно-технических мероприятий по улучшению условий труда, за повышение безопасности на предприятиях угольной и горнорудной промышленности, за уменьшение отрицательного влияния горнодобывающих предприятий на экологическую обстановку в прилегающих районах. Перечень направлений исследований и разработок, которые могут претендовать на соискание премии имени А. А. Скочинского, приведён в «Положении о премии имени академика А. А. Скочинского».